# Hamburg (Iowa)
Hamburg ist ein Ort im Fremont County im US-Bundesstaat Iowa am Nishnabotna River. Das U.S. Census Bureau hat bei der Volkszählung 2020 eine Einwohnerzahl von 890 ermittelt.

## Demografische Angaben
Zur Zeit der Volkszählung 2000 lebten im Ort 1240 Einwohner, 544 Haushalte und 343 Familien. Die Bevölkerungsdichte betrug 427,5/km2. Die ethnische Verteilung der Bevölkerung teilt sich in 96,21 % Weiße, 0,24 % Einwohner indianischer Abstammung, 0,32 % Asiaten und 2,66 % Sonstige. 5,48 % waren lateinamerikanischer Herkunft.
Von den 544 Haushalten haben 27,6 % Kinder unter 18 Jahren. 46,1 % waren zum Erhebungszeitpunkt verheiratet. 12,5 % waren weibliche Haushalte ohne Ehemann und 36,8 % waren nichtfamiliäre Haushalte. 32,4 % aller Haushalte waren Alleinstehende. 18,4 % waren alleinstehende Senioren über 65 Jahre. Die durchschnittliche Größe eines Haushaltes lag bei 2,27 Personen, die durchschnittliche Familiengröße 2,83 Personen.
Die Altersgruppen setzen sich wie folgt zusammen:
- 22,9 % unter 18 Jahre
- 6,9 % – 18 bis 24 Jahre
- 24,7 % – 25 bis 44 Jahre
- 24,3 % – 45 bis 64 Jahre
- 21,2 % – über 65 Jahre

Auf 100 weibliche Einwohner kommen 88,7 männliche.
Das durchschnittliche Haushaltseinkommen betrug 29.479 US-Dollar, das durchschnittliche Familieneinkommen 42.935 $.

## Fakten
In Hamburg befinden sich eine 'Vogel Popcorn'-Fabrik sowie diverse Geschäfte und Warenhäuser.
Eine Schule beherbergt der Ort ebenfalls, die „Hamburg Junior Senior High School“ mit 164 Schülern.
Hamburg wurde mehrfach von Überschwemmungen heimgesucht, so etwa bei der Jahrhundertflut des Missouri 1993. Bei Hochwasser waren die tiefer gelegenen Teile des Ortes unter Wasser, nur eine Straße aus dem Ort war befahrbar.

## Söhne und Töchter der Stadt
- Russ Case (1912–1964), Musiker, Arrangeur und Bandleader